# Троїцьке (Княгининський район)
Троїцьке (рос. Троицкое) — село в Княгининському районі Нижньогородської області Російської Федерації.
Населення становить 348 осіб. Входить до складу муніципального утворення Ананьєвська сільрада.

## Історія
Від 2009 року входить до складу муніципального утворення Ананьєвська сільрада.

## Населення
| 2002 | 2010 |
| ---- | ---- |
| 376  | ↘348 |